# Alexander Davis (Politiker)
Alexander Mathews Davis (* 17. Januar 1833 im Wythe County, Virginia; † 25. September 1889 in Independence, Virginia) war ein US-amerikanischer Politiker. In den Jahren 1873 und 1874 vertrat er den Bundesstaat Virginia im US-Repräsentantenhaus.

## Werdegang
Alexander Davis besuchte zeitweise die öffentlichen Schulen seiner Heimat und genoss zwischenzeitlich auch eine private Schulausbildung. Danach absolvierte er das Emory and Henry College in Emory. Nach einem anschließenden Jurastudium und seiner 1854 erfolgten Zulassung als Rechtsanwalt begann er in Wytheville in diesem Beruf zu arbeiten. Später verlegte er seinen Wohnsitz und seine Anwaltspraxis nach Independence. Während des Bürgerkrieges diente er als Offizier im Heer der Konföderation, in dem er es bis zum Oberstleutnant brachte. Kurz vor Kriegsende geriet er in Gefangenschaft. Nach dem Krieg schlug er als Mitglied der Demokratischen Partei eine politische Laufbahn ein. Zwischen 1869 und 1871 gehörte er dem Senat von Virginia an.
Bei den Kongresswahlen des Jahres 1872 wurde Davis im fünften Wahlbezirk von Virginia in das US-Repräsentantenhaus in Washington, D.C. gewählt, wo er am 4. März 1873 die Nachfolge von Richard Thomas Walker Duke antrat. Das Wahlergebnis von 1872 wurde aber von seinem Gegenkandidaten Christopher Yancy Thomas angefochten. Als diesem Einspruch stattgegeben wurde, musste Davis sein Mandat am 5. März 1874 an Thomas abtreten. Nach dem Ende seiner Zeit im US-Repräsentantenhaus praktizierte Alexander Davis wieder als Anwalt. Er starb am 25. September 1889 in Independence.